# N.W.A.
N.W.A (kratica od Niggaz Wit Attitudes) bio je američki hip hop sastav osnovan 1986. godine u Comptonu, Kaliforniji, Sjedinjenim Američkim Državama. Osnovali su ga Eazy-E, Arabian Prince, Dr. Dre i Ice Cube. Sastav se smatra osnivačima gangsta rap, pod žanra hip hopa. Grupa je prestala postajati 1991. godine, a nakon raspada svi su članovi postali uspješni samostalni izvođači.

## Povijest grupe
Sastav je osnovan u najnesigurnijem gradu u Sjedinjenim Američkim Državama, Comptonu pored Los Angelesa. Osnovao ga je 1987. bivši diler, pokojni Eazy-E (1963. – 1995.) kada je osnovao producentsku kuću Ruthless Records, u suradnji s Dr. Dreom i Arabian Princeom.
Sastav je često nosio i naziv "Najopasnija grupa na svijetu" jer su njihove pjesme zagovarale nasilje, kriminal, rasizam i protivljenje policiji, zbog čega im se često sudilo. Izvođači su se opravdavali time da u svojim pjesmam opisuji stvarnost i istinu o stanju na ulicama Los Angelesa. Iz suđenja je proizašlo, uz intervenciju FBIa, to da se na cd-ovima sa zabranjenim sadržajem morala nositi naljepnica Parental Advisory Explicit Content, koja je na većini suvremenih albuma. 
Na tržište se probila s pjesmama kao "Boyz-n-the Hood" (1988.), "Panic Zone", "8Ball", i "Dopeman". Godine 1988. grupi se priključuje MC Ren. Najveće kontroverze nastale su nakon izdanja njihovih najpoznatijih pjesama "Straight Outta Compton" i "Fuck tha Police".
Ice Cube je 1989. napustio grupu zbog svađe oko iznosa isplaćivanja udjela zarade od nastupa i prodaja ploča. Godinu dana kasnije izdaje samostalan album AmeriKKKa's Most Wanted (1990.). Album Efil4zaggin (1991.)(Niggaz4life) je bio najprodavaniji uradak i prvi hip-hop album koji je od dana objava bio na prvom mjesto chart popisa SAD-a. Iste godine Dr. Dre napušta grupu zbog spornog ugovora i potpisuje ugovor sa Suge Knightom i njegovom producentskom kućom Death Row Records.

## Diskografija

### Studijski albumi
- Straight Outta Compton (1988.)
- Niggaz4Life (1991.)

### EP-ovi
- 100 Miles and Runnin' (1990.)

### Kompilacije
- N.W.A. and the Posse (1987.)
- Greatest Hits (1996.)
- The N.W.A Legacy, Vol. 1 (1999.)
- The N.W.A Legacy, Vol. 2 (2002.)
- The Best of N.W.A: The Strength of Street Knowledge (2006.)
- Family Tree (2008.)